# USS Finch (AM-9)
USS Finch (AM-9) trałowiec typu Lapwing służący w United States Navy w okresie I wojny światowej i II wojny światowej.
Okręt zwodowano 30 maca 1918 w stoczni Standard Shipbuilding Co. w Nowym Jorku, matką chrzestną była pani Peabody. Jednostka weszła do służby 10 września 1918, pierwszym dowódcą został Lieutenant J. C. Lindberg.
Od 1921 przez dwadzieścia lat służył w Asiatic Fleet.
9 kwietnia 1942 został ciężko uszkodzony przez eksplodujące w pobliżu bomby japońskie. Zatonął kolejnego dnia.
Podniesiony przez Japończyków został zatopiony przez samoloty amerykańskie  12 stycznia 1945.